# Heerwa
Heerwa fou un estat tributari protegit, thikana de Jaipur al Shekawati.
La fortalesa d'Heerwa fou construïda pel thakur Pashar Singh el 1763; el thakur va morir el 1771 i el va succeir el seu fill Inder Singh que va governar Heerwa, Sigra i Balaria; el va succeir el seu fill Devi Singh, i a aquest el seu fill Ramnath Singh. Aquest no va tenir successió i va adoptar al seu nebot Jaswant Singh que el va succeir però tampoc va tenir successió i va adoptar al seu nebot Shivnath Singh; per tercera vegada aquest no va tenir successió i va haver d'adoptar un nebot, Kunwar Kalyan Singh. A aquest el va succeir Kalyan Singh; el seu fill i successor en el títol fou Ghanshyam Singh.